# The White Countess
The White Countess ist ein britisch-amerikanisch-chinesisches Filmdrama von James Ivory nach einem Drehbuch von Kazuo Ishiguro. Der Film erzählt die Geschichte eines blinden US-amerikanischen Ex-Diplomaten, der sich in Shanghai in eine russische Emigrantin verliebt.

## Inhalt
Der Film spielt im internationalen Viertel der Stadt Shanghai zwischen 1936 und der Eroberung des Umlandes der entmilitarisierten Zone durch japanische Truppen im November 1937.
Der Amerikaner Todd Jackson, der als Mitglied der US-Delegation an den Friedensverhandlungen des Völkerbundes beteiligt war, lebt im internationalen Viertel von Shanghai. Während der Aufstände in China waren seine Frau und seine beiden Kinder umgekommen, er selbst ist bei einem Attentat erblindet. Bei seinen Streifzügen durch die Bars lernt er den undurchsichtigen Japaner Mr. Matsuda und die russische Emigrantin Gräfin Sofia Belinskaja kennen.
Sofia verdient ihr Geld als Tänzerin in einer sogenannten Taxi Dance Hall, in der männliche Bargäste gegen ein Ticket mit den Taxi dancers, die von dem Betreiber der Bar am Gewinn beteiligt werden, tanzen können. Manchmal müssen sie sich „verlieben“, wie Sofia sagt, um ihre Familie überhaupt durchbringen zu können, denn die Familie lebt unter ärmlichen Verhältnissen nur von ihrem Verdienst. Sofia wird von der standesbewussten Schwiegermutter und der bigotten Schwägerin, die zudem versucht, ihr die Tochter Katya zu entziehen, wegen ihrer Tätigkeit verachtet. Zuneigung und Respekt erfährt sie nur von ihrer Tante, der Fürstin Belinskaja und deren Ehemann. Die Familie lebt in Hausgemeinschaft mit dem jüdischen Schneider Samuel Feinstein und seinen Kindern, der auf der Flucht aus Europa seine Frau und seinen Vater verloren hat.
Todd Jackson, Strohmann und Aushängeschild einer international agierenden Gesellschaft, ist von der Politik und der Gesellschaft desillusioniert. Er träumt von einer vollkommenen Bar als Enklave von Frieden und Schönheit in einer chaotischen Welt voller Intrigen und Gewalt, mit ihren Mobstern, Kriegstreibern und Kriegsgewinnlern. Mr. Matsuda teilt seine Vorlieben. Die beiden Männer freunden sich an. Mit dem Gewinn einer Pferdewette, bei der er sein gesamtes Vermögen eingesetzt hat, richtet er einen eleganten und exclusiven Nachtclub ein: „The White Countess“. Er engagiert Sofia als sein Centerpiece, als „Herzstück“ seiner Bar. Obwohl sich die beiden immer stärker voneinander angezogen fühlen, bleibt ihr Verhältnis zueinander distanziert und beschränkt sich auf den geschäftlichen Umgang in der Bar.
Als japanische Truppen in die Stadt eindringen, bricht Chaos aus, die Menschen versuchen zu fliehen. Die Familie Belinski begibt sich auf die Flucht in das britische Hongkong mit Pässen, die mit dem Geld, das Jackson Sofia gegeben hat, bezahlt worden sind. Auch Sofias Kind nehmen sie mit. Für Sofia, die sie endlich loswerden wollen, haben sie keinen Pass besorgt, da Sofia angeblich die Familie mit ihrer Beziehung zu Jackson und dessen japanischem Freund Matsuda in Misskredit gebracht hat und ein Leben in britischem Territorium gefährden könnte. In letzter Minute gelingt es Jackson und Sofia, das Kind der Belinski-Familie zu entreißen und sich mit der Hilfe von Feinstein auf eine Dschunke in Richtung Macao zu retten.

## Produktion
Der Film wurde unter schwierigen Bedingungen in Shanghai gedreht. Die chinesische Regierung verlangte, dass bei den Dreharbeiten möglichst viele Tätigkeiten durch Chinesen ausgeführt wurden. Die technische Ausrüstung z. B. für Explosionen durfte nicht importiert werden und musste durch Material chinesischer Feuerwerker ersetzt werden. Für den Film wurden die Filmstudios in Shanghai mit ihren bestehenden Kulissen genutzt, da Aufnahmen in der Altstadt von Shanghai wegen der Veränderungen der Stadt durch Neubauten und Wolkenkratzer kaum möglich waren.
An dem Film waren drei Mitglieder der Familie Redgrave beteiligt, neben Vanessa Redgrave auch Natasha Richardson und Lynn Redgrave. The White Countess war der letzte von knapp 50 Filmen, die Ismail Merchant seit 1961 zusammen mit James Ivory gedreht hat. Merchant starb am 25. Mai 2005, kurz nach Beendigung der Dreharbeiten.
Eine DVD-Version des Films wurde 2005 von Sony Pictures produziert.

## Kritik
Roger Ebert widmet dem letzten Film des Gespanns Merchant/Ivory eine ausführliche Würdigung. Wie Todd Jackson im Film hätten sie seit 1963 außerhalb von Hollywood „ihre eigene vollkommene Bar“ errichtet, mit tragischen und eleganten kosmopolitischen Charakteren, seien durch die Seiten von guten Büchern gestreift; was vielen von ihnen gemeinsam sei, sei ein persönlicher Stil, der dazu diene, Wunden, Lust und Enttäuschungen zu verschleiern.
Merchant und Ivory hätten sich nie um konventionelle Melodramen, Sensation und billigen Thrill gekümmert. Mit ihrer Drehbuchautorin Ruth Prawer Jhabvala hätten sie Werke von Autoren wie Henry James, E. M. Forster und Kazuo Ishiguro adaptiert. „Sie haben für eine belesene Minderheit gearbeitet. Und wenn Sie bis hierhin gelesen haben, so haben sie für Sie gearbeitet (They have catered for a literate minority. If you have read this far, they have catered for you)“.
„Manchmal haben sie großartige Filme gemacht, manche waren schwach, sogar schlecht, aber niemals schäbig oder würdelos. Hier ist einer der ist gut bis sehr gut, ergreifend, geduldig, bewegend.“